# George William Casey
Pour les articles homonymes, voir Casey.
George William Casey Jr. (né le 21 juillet 1948 à Sendai au Japon) est un général de l'armée de terre américaine ayant été chef d'état-major de l'armée de terre américaine du 10 avril 2007 au 10 avril 2011 avant d'être remplacé par Martin Dempsey. Le général Casey était précédemment commandant de la force multinationale en Irak. Le 26 janvier 2007, le Sénat des États-Unis confirme la promotion du général David H. Petraeus comme remplaçant de Casey en Irak. Casey est ensuite confirmé en tant que 36e Chief of Staff of the Army, le 8 février 2007. Le 10 avril, Casey remplace le général Peter Schoomaker qui prend sa retraite. Casey transmet le commandement en Irak à Petraeus le 10 février 2007. La passation de pouvoir fut présidée par le général John Abizaid, commandant du United States Central Command.

## Sources
- (en) Cet article est partiellement ou en totalité issu de l’article de Wikipédia en anglais intitulé « George W. Casey, Jr. » (voir la liste des auteurs).
- Biographie sur le site de l'US Army